# Kristijan Mikelsen
Peter Kristijan Hersleb Kjeršou Mikelsen (15. mart 1857 – 29. jun 1925), poznatiji kao Kristijan Mikelsen, bio je norveški brodski magnat i državnik. On je bio prvi premijer nezavisne Norveške od 1905. do 1907. Mikelsen je najpoznatiji po svojoj centralnoj ulozi u raspuštanju unije između Norveške i Švedske 1905, i bio je jedan od najuticajnijih političara svog vremena u Norveškoj.

## Zaleđina
Rođen u Bergenu, on je dobio ime po svom dedi, biskupu Pederu Kristijanu Hersleb Kjeršou. On je bio najstariji od petoro braće i sestara rođenih u trgovačkoj porodici. Mikelsen je pohađao školu Katedrale Bergen. Kristijan je studirao pravo na Kraljevskom univerzitetu Frederik i postao advokat. Kasnije je osnovao brodarsku kompaniju, Kr. Mikelsen & Ko., koja je postala jedna od najvećih u Norveškoj.

## Politička karijera
Mikelsen je postao član Norveškog parlamenta (Stortinga) 1891. godine, predstavljajući Liberalnu stranku Norveške. On se u velikoj meri držao iznad sitnih stranačkih sukoba, i jedan od njegovih glavnih ciljeva bio je stvaranje koalicije stranaka koja bi dosezala od Konzervativne stranke do Liberalne partije, koju je nazvao Koalicijska stranka. U drugom kabinetu Hagerupa bio je ministar finansija i bio je jedan od najjačih zagovornika čvršće politike prema uniji između Švedske i Norveške. U martu 1905. Mikelsen je smenio Francisa Hagerupa na mestu premijera i odmah postao vođa pokreta za raspuštanje unije (Unionsoppløsningen i 1905).
Formalni osnov za raspuštanje bilo je odbijanje kralja Oskara II da prihvati norveške konzularne zakone (Konsulatsaken). Švedska vlada je tokom nekoliko godina insistirala na tome da zakoni koji regulišu spoljne poslove moraju biti deo sporazuma o uniji, a kao takve konzularne zakone ne može da donese norveški Storting bez saglasnosti Švedskog parlamenta (Riksdag). Šveđani su bili voljni da prihvate norveški zahtev za odvojenim konzularnim poslovima, ali oni su tražili da Norveška prihvati presedan na osnovu kojeg je ta unija delovala 90 godina, naime da ministar spoljnih poslova bude švedski. Norvežani su smatrali da bi time priznali da Švedska ima vodeću ulogu u Uniji. Iako je ta nadmoć postojala u stvarnosti, Norvežani nisu bili voljni da formalno i pravno prihvate neravnopravan odnos.
Kralj Oskar je 27. maja 1905. odbio da potpiše predlog zakona, a kao odgovor na to su norveški ministri kabineta podneli kolektivnu ostavku. Kralj nije preduzimao dalje akcije, verovatno svestan da je raspad Unije neminovan, i švedski političari nisu učinili ništa, verovatno verujući da je to još jedno norveško političko povlačenje. Dana 7. juna, norveški Storting izjavio je da, pošto kralj nije mogao da formira novu vladu u Norveškoj nakon Mikelsenove ostavke, on je izgubio sposobnost da vlada i time je prestao da bude kralj Norveške. Ovaj strateški potez je raspuštanju donekle dao pravnu osnovu, a prevashodno je bio delo Kristijana Mikelsena. On je znao da će Norvežani, nakon višemesečnih adekvatno formulisanih informacija u jednoglasnoj štampi, biti ujedinjeni na način koji je u demokratiji izuzetno redak. Na referendumu koji je dokazao norvešku volju za raspuštanjem unije, zadržavanje unije dobilo je svega 184 glasova širom zemlje, što je predstavljalo samo jedan glas od svakih 2000. glasova.
Mikelsen, iako se zalagao za demokratsku republiku u Norveškoj, prihvatio je da će demokratska monarhija imati najveće šanse da bude prihvaćena u inostranstvu i među većinom Norvežana. Princ Karl od Danske postao je norveški kralj Hakon VII od Norveške, nakon što je novi referendum dao zagovornicima monarhije oko 79% glasova.
Godine 1906, Mikelsen je pobedio na izborima na listi „iznad stranaka”, što je brzo otuđilo vodeće liberale od njega. Godine 1907, podneo je ostavku, umoran od sitnih prepirki među političkim vođama i prihvativši da su njegovi politički stavovi poraženi. Jergen Levland je nastavio Mihelsenov rad, ali mu je nedostajala volja da primora koaliciju da bude ujedinjena, te se 1908. koalicija raspala. U socijalnoj politici, u vreme Mikelsena kao premijera usvojen je Zakon o doprinosima centralne i lokalne samouprave u fondove za nezaposlene iz 1906. godine, kojim je uvedeno dobrovoljno osiguranje.
Godine 1925, on je, zajedno sa polarnim istraživačem Fritjofom Nansenom i industrijalcem Joakimom Lemkulom, osnovao Otadžbinsku ligu.

## Lični život
Godine 1881, oн се оženio sa Johanom Benedikt Valendal (1861–1910). Godine 1905, odlikovan je Velikim krstom Kraljevskog norveškog ordena Svetog Olava, a 1907. je dobio i ogrlicu.

### Gamlehaugen
Godine 1899, Mikelsen je započeo izgradnju vile Gamlehaugen, koja je završena 1900. Imanje danas funkcioniše kao rezidencija norveške kraljevske porodice i otvoreno je za javnost.

## Chr. Michelsen Institute
Michelsen  bequeathed most of his estate to a fund which made possible the establishment and operation of Chr. Michelsen Institute for Science and Intellectual freedom. In recent times, the Chr. Michelsen Institute (CMI) was established as an independent centre for research on international development and policy. Founded in Bergen in 1930, CMI conducts both applied and theoretical research, and has a multidisciplinary profile anchored in four thematic research groups, namely human rights, democracy and development, peace, conflict and the state, poverty reduction and public sector reform.

## Literatura
- Svante Ersson; Jan-Erik Lane (28. 12. 1998). Politics and Society in Western Europe. SAGE. стр. 108. ISBN 978-0-7619-5862-8. Приступљено 17. 8. 2012.
- Christina Bergqvist (1. 1. 1999). Equal Democracies?: Gender and Politics in the Nordic Countries. Nordic Council of Ministers. стр. 320. ISBN 978-82-00-12799-4.
- Allern, Elin Haugsgjerd (2010). Political Parties and Interest Groups in Norway. ECPR Press. стр. 163—164. ISBN 9780955820366.
- „Norway - Political parties”. Norwegian Social Science Data Services. Архивирано из оригинала 05. 01. 2013. г. Приступљено 21. 12. 2012.
- Simon Franzmann (2009). „Liberale Parteien zwischen linkem und rechten Lager” (PDF). University of Trier. стр. 3. Приступљено 22. 1. 2023.
- Hans Slomp (30. 9. 2011). Europe, A Political Profile: An American Companion to European Politics: An American Companion to European Politics. ABC-CLIO. стр. 425. ISBN 978-0-313-39182-8.
- Oyvind Osterud (18. 10. 2013). Norway in Transition: Transforming a Stable Democracy. Routledge. стр. 114. ISBN 978-1-317-97037-8.
- Thompson, Wayne C. (2014). Nordic, Central, and Southeastern Europe 2014. Rowman & Littlefield. стр. 55. ISBN 9781475812244.
- Jens Rydström (2011). Odd Couples: A History of Gay Marriage in Scandinavia (PDF). aksant. стр. 97. ISBN 978-9052603810. JSTOR j.ctt6wp6dm.

## Spoljašnje veze
- „Chr. Michelsen institute – Who We Are”. Chr. Michelsen institute. Приступљено 10. 6. 2016.